# Депортиво Эспаньол
Клуб «Депортиво Эспаньол» де Буэнос-Айрес (исп. Club Deportivo Español de Buenos Aires), или просто Депортиво Эспаньол (исп. Deportivo Español), — аргентинский футбольный клуб, располагающийся в районе Парке-Авельянеда, в юго-западной части города Буэнос-Айрес.

## История
Клуб был основан 12 октября 1956 года под названием «Клуб Депортиво Эспаньол» (Club Deportivo Español). 12 октября было выбрано как официальная дата «открытия Америки» Христофором Колумбом в 1492 году. Первоначально штаб-квартира клуба располагалась в баре «La Mezquita», а через 2 года насчитывалось 2 000 членов клуба, большинство из которых были испанского происхождения.
В 1957 году клуб вступил в Ассоциацию футбола Аргентины и начал свои выступления в четвёртом дивизионе в аргентинской системе лиг. В 1967 году «Депортиво Эспаньол» уже дебютирует в Примере Дивисьон. Наивысшего успеха команда добилась в сезоне 1985/86, заняв 3-е место и набрав равное количество очков (46) со вторым в итоговой таблице «Ньюэллс Олд Бойз». В сезоне 1987/88 игрок «Депортиво Эспаньола» Хосе Луис Родригес стал лучшим бомбардиром чемпионата Аргентины. В сезоне 1988/89 «Депортиво Эспаньол» вновь занял третье место, повторив это достижение и в Клаусуре 1992.
По прошествии 14 лет в Примере «Депортиво Эспаньол» по итогам чемпионата 1997/98 вылетел из Примеры, впоследствии постепенно понижаясь в классе.
По итогам сезона 2018/19 клуб вылетел из Примеры B Метрополитана, третьей лиги в аргентинской футбольной системе.

## Достижения
- Третий призёр чемпионата Аргентины (3): 1985/86, 1988/89, 1992 (Клаусура)
- Примера B Метрополитана (2): 1984, 2001/02
- Примера C (2): 1960, 1979
- Примера D (1): 1958